# Артюхов, Михаил Фомич
Михаил Фомич Артюхов (1912, деревня Дороговиновка, Самарская губерния — 11 апреля 1974, посёлок Октябрьск, Таджикская ССР) — старший механик Стахановской МТС Октябрьского района Сталинабадской области, Таджикская ССР. Герой Социалистического Труда (1949).

## Биография
Родился в 1912 году в крестьянской семье в деревне Дорогомиловка Николаевского уезда (ныне — в Пугачёвском районе Саратовской области). С 1930 года — тракторист совхоза «Тракторист» Ивантеевского района Нижне-Волжского края.
В 1936 году переехал в Таджикскую ССР. Трудился заведующим мастерской, старшим механиком Стахановской МТС Октябрьского района.
Будучи старшим механиком, умело руководил мастерской. Своевременно осуществлял ремонт и подготовку к работе комбайнов, тракторов и другой механизированной техники, благодаря чего хлопководческие хозяйства Октябрьского района ежегодно показывали высокий результат в хлопководстве. В 1947 году за выдающиеся трудовые результаты был награждён орденом Трудового Красного Знамени.
В 1948 году обслуживаемые Стахановской МТС сельскохозяйственные предприятия Октябрьского района собрали в среднем с каждого гектара по 41,5 центнеров египетского хлопка с площади 405,9 гектаров. Указом Президиума Верховного Совета СССР от 3 мая 1949 года удостоен звания Героя Социалистического Труда за «получение высокого урожая хлопка при выполнении колхозом обязательных поставок и натуроплаты за работу МТС в 1948 году и обеспеченности семенами зерновых культур для весеннего сева 1949 года» с вручением ордена Ленина и золотой медали «Серп и Молот».
С 1950 года — старший инженер машинно-тракторной и ремонтно-тракторной станций. После 1957 года — старший инженер колхозов имени Ленина и «Коммунизм» Октябрьского района. В 1958 году вступил в КПСС.
После выхода на пенсию проживал в посёлке Октябрьск (сегодня — Исмоили Сомони). Скончался в апреле 1974 года.
Награды
- Герой Социалистического Труда
- Орден Ленина
- Орден Трудового Красного Знамени — дважды (02.04.1948; 17.01.1957)
- Медаль «За трудовую доблесть» (28.09.1954)
- Заслуженный механизатор Таджикской ССР (1956).